# Тячівська міська рада
Тя́чівська міська́ ра́да — адміністративно-територіальна одиниця та орган місцевого самоврядування в Тячівському районі Закарпатської області. Адміністративний центр — місто Тячів.

## Загальні відомості
- Територія ради: 19,93 км²
- Населення ради: 11 074 особи (станом на 2001 рік)
- Територією ради протікає річка Тиса

## Населені пункти
Міській раді підпорядковані населені пункти:
- м. Тячів
- с. Тячівка

## Склад ради
Рада складається з 30 депутатів та голови.
- Голова ради: Ковач Іван Іванович
- Секретар ради: Ломакова Неоніла Євгенівна

### Керівний склад попередніх скликань
| Прізвище, ім'я, по батькові | Основні відомості                                               | Дата обрання | Дата звільнення |
| --------------------------- | --------------------------------------------------------------- | ------------ | --------------- |
| Ковач Іван Іванович         | Міський голова, 1962 року народження, освіта вища, безпартійний | 26.03.2006   | 31.10.2010      |
| Ковач Іван Іванович         | Міський голова, 1962 року народження, освіта вища, безпартійний | 31.10.2010   |                 |

Примітка: таблиця складена за даними сайту Верховної Ради України

### Депутати
За результатами місцевих виборів 2010 року депутатами ради стали:

#### За суб'єктами висування
| Суб'єкт висування                                       | Кількість обраних депутатів | %    |
| ------------------------------------------------------- | --------------------------- | ---- |
| Демократична партія угорців України                     | 6                           | 20   |
| Партія регіонів                                         | 6                           | 20   |
| Політична партія «Сильна Україна»                       | 6                           | 20   |
| Політична партія Всеукраїнське об'єднання «Батьківщина» | 5                           | 16,7 |
| КМКС «Партія угорців України»                           | 3                           | 10   |
| Політична партія «Фронт Змін»                           | 2                           | 6,7  |
| Єдиний Центр                                            | 1                           | 3,3  |
| Народна партія                                          | 1                           | 3,3  |

#### За округами
| № округу                                                | Прізвище, ім'я, по батькові     | Дата визнання обраним | Освіта             | Партійна приналежність                        | Відомості про обраного депутата |
| ------------------------------------------------------- | ------------------------------- | --------------------- | ------------------ | --------------------------------------------- | --- |
| Демократична партія угорців України                     |                                 |                       |                    |                                               | |
| б/м                                                     | Січ Золтан Арпадович-Золтанович | 03.11.2010            | вища               | член Демократичної партії угорців України     | Тячівський відділ «ДП Закарпатгеодезцентр», інженер — землевпорядник                                                                                              |
| б/м                                                     | Козар Олександр Ілліч           | 03.11.2010            | вища               | член Демократичної партії угорців України     | Тячівська районна рада, начальник відділу |
| 3                                                       | Баняс Ірма Лойошівна            | 03.11.2010            | вища               | член Демократичної партії угорців України     | Тячівське відділення Ексімбанку, директор |
| 5                                                       | Мейсарош Георгіна Юріївна       | 03.11.2010            | вища               | член Демократичної партії угорців України     | Тячівський ліцей інтернатного типу гуманітарного та природничого профілю з угорською мовою навчання, вчитель угорської мови та літератури                         |
| 6                                                       | Бейреш Людвик Людвикович        | 03.11.2010            | вища               | член Демократичної партії угорців України     | Тячівський ліцей інтернатного типу гуманітарного та природничого профілю з угорською мовою навчання, вчитель фізичного виховання                                  |
| 13                                                      | Ломакова Неоніла Євгенівна      | 03.11.2010            | вища               | член Демократичної партії угорців України     | Тячівська міська рада, секретар |
| Єдиний Центр                                            |                                 |                       |                    |                                               | |
| б/м                                                     | Лукач Оксана Василівна          | 03.11.2010            | середня спеціальна | позапартійна                                  | Тячівська загальноосвітня школа І-ІІІ ст. № 1, Вільшанський будинок-інтернат для дітей-інвалідів, молодіжне відділення «Парасолька», вчитель, заступник директора |
| «КМКС» Партія угорців України"                          |                                 |                       |                    |                                               | |
| б/м                                                     | Борбель Йосип Людвикович        | 03.11.2010            | вища               | позапартійний                                 | фермерське господарство «Новий рівень», ветлікар |
| б/м                                                     | Гайдош Олександр Шандорович     | 03.11.2010            | вища               | позапартійний                                 | СДПЧ-8 Тячівське РУГУ МНС, начальник |
| 12                                                      | Мийсарош Тіберій Степанович     | 03.11.2010            | вища               | позапартійний                                 | Тячівська міська рада, завідувач з питань торгівлі та прідприємства                                                                                               |
| Народна Партія                                          |                                 |                       |                    |                                               | |
| 10                                                      | Декет Роман Володимирович       | 03.11.2010            | вища               | позапартійний                                 | податкова міліція, державна податкова інспекція, начальник відділу                                                                                                |
| Партія регіонів                                         |                                 |                       |                    |                                               | |
| б/м                                                     | Бокоч Петро Михайлович          | 03.11.2010            | вища               | член Партії регіонів                          | професійний ліцей, директор |
| б/м                                                     | Кричфалушій Іван Іванович       | 03.11.2010            | вища               | позапартійний                                 | Державна податкова інспекція Тячівського района, перший заступник начальника                                                                                      |
| б/м                                                     | Цубера Михайло Іванович         | 03.11.2010            | вища               | член Партії регіонів                          | приватний підприємець |
| 2                                                       | Герич Петро Васильович          | 03.11.2010            | вища               | член Партії регіонів                          | Тячівське міське бюро технічної організації, директор |
| 8                                                       | Мельник Іван Васильович         | 03.11.2010            | вища               | член Партії регіонів                          | Тячівська районна лікарня № 1, лікар |
| 15                                                      | Молнар Іван Федорович           | 03.11.2010            | вища               | член Партії регіонів                          | Тячівська райкіномережа, директор |
| Політична партія Всеукраїнське об'єднання «Батьківщина» |                                 |                       |                    |                                               | |
| б/м                                                     | Дудла Андрій Андрійович         | 03.11.2010            | вища               | член Всеукраїнського об'єднання «Батьківщина» | приватний підприємець |
| б/м                                                     | Телецький Віктор Вікторович     | 03.11.2010            | вища               | член Всеукраїнського об'єднання «Батьківщина» | ТзОВ «Шкала Енерджі», заступник директора |
| б/м                                                     | Ковернюк Василь Олександрович   | 03.11.2010            | середня спеціальна | позапартійний                                 | дитяча юнацька спортивна школа, тренер |
| 1                                                       | Бонка Андрій Андрійович         | 03.11.2010            | вища               | член Всеукраїнського об'єднання «Батьківщина» | Тячівська районна лікарня № 1, лікар |
| 7                                                       | Шимко Іван Васильович           | 03.11.2010            | середня спеціальна | член Всеукраїнського об'єднання «Батьківщина» | приватний підприємець |
| Політична партія «Сильна Україна»                       |                                 |                       |                    |                                               | |
| б/м                                                     | Феєр Іван Федорович             | 03.11.2010            | вища               | позапартійний                                 | ДПА в Закарпатській області, головний податковий державний інспектор                                                                                              |
| б/м                                                     | Бринзяник Едуард Іванович       | 05.01.2011            | вища               | позапартійний                                 | МВПМ ДПІ у Тячівському районі, оперуповноважений |
| 4                                                       | Микуляк Василь Васильович       | 03.11.2010            | вища               | член Політичної партії «Сильна Україна»       | благодійний фонд «Карітас», директор |
| 9                                                       | Мацола Петро Іванович           | 03.11.2010            | вища               | член Політичної партії «Сильна Україна»       | пенсіонер |
| 11                                                      | Лега Валентина Миколаївна       | 03.11.2010            | середня спеціальна | позапартійна                                  | приватний підприємець |
| 14                                                      | Белоцький Юрій Адамович         | 03.11.2010            | середня спеціальна | позапартійний                                 | тимчасово не працює |
| Політична партія «Фронт Змін»                           |                                 |                       |                    |                                               | |
| б/м                                                     | Кричфалушій Михайло Іванович    | 03.11.2010            | вища               | член Політичної партії «Фронт Змін»           | Тячівський професійний ліцей, заступник директора |
| б/м                                                     | Тиводар Іван Михайлович         | 03.11.2010            | вища               | член Політичної партії «Фронт Змін»           | Тячівське управління юстиції, голова |